# Lethe (Hunte)
Die Lethe ist ein 36,5 km langer linker Nebenfluss der Hunte im nordwestlichen Niedersachsen. Der Name Lethe ist aus Lith entstanden, einer heimischen Bezeichnung für hohes, bewaldetes Flussufer.

## Name
Im Jahr 1400 wird der Fluss (upp de Lete) erstmals schriftlich genannt. Der Name leitet sich vermutlich vom germanischen Adjektiv *leuhta- für 'hell, leuchtend' ab.

## Verlauf
Die Lethe hat zwei Quellen im Moor bei Halen in der südoldenburgischen Gemeinde Emstek, fließt von dort durch Gut Lethe – am Lethe Baggersee vorbei – und weiter in Richtung Norden durch die Gemeinden Garrel, Großenkneten und Wardenburg bis nach Oldenburg. Der Fluss ist in der Nacheiszeit entstanden, er versorgt die Ahlhorner Fischteiche mit Wasser und mündet nach 36,5 km über den Osternburger Kanal bei Oldenburg in die Hunte. Östlich des Urwalds Baumweg ist die Lethe aufgestaut. Unterhalb der Lethe-Talsperre hat der Fluss bis Charlottendorf West seinen natürlichen Lauf beibehalten, streckenweise gesäumt von bewachsenen Dünen und Sandufern. Größtenteils befinden sich diese Ufer innerhalb des Fauna-Flora-Habitat-Gebiets 012 Sager Meer, Ahlhorner Fischteiche, Lethetal der Europäischen Union.
Eine Besonderheit der Lethe ist, dass sie bei Hundsmühlen die Hunte kreuzt: Ihr Wasser wird durch Düker unter der Hunte hindurch geführt (Lage), die aufgrund von Wasserregulierungsmaßnahmen einen höheren Wasserspiegel hat als die Lethe und deren Verlauf künstlich nach Norden verlegt worden war. So kommt es, dass die Lethe, obwohl ihr Einzugsgebiet links der Hunte liegt, über den Osternburger Kanal orografisch von rechts in die Hunte mündet.

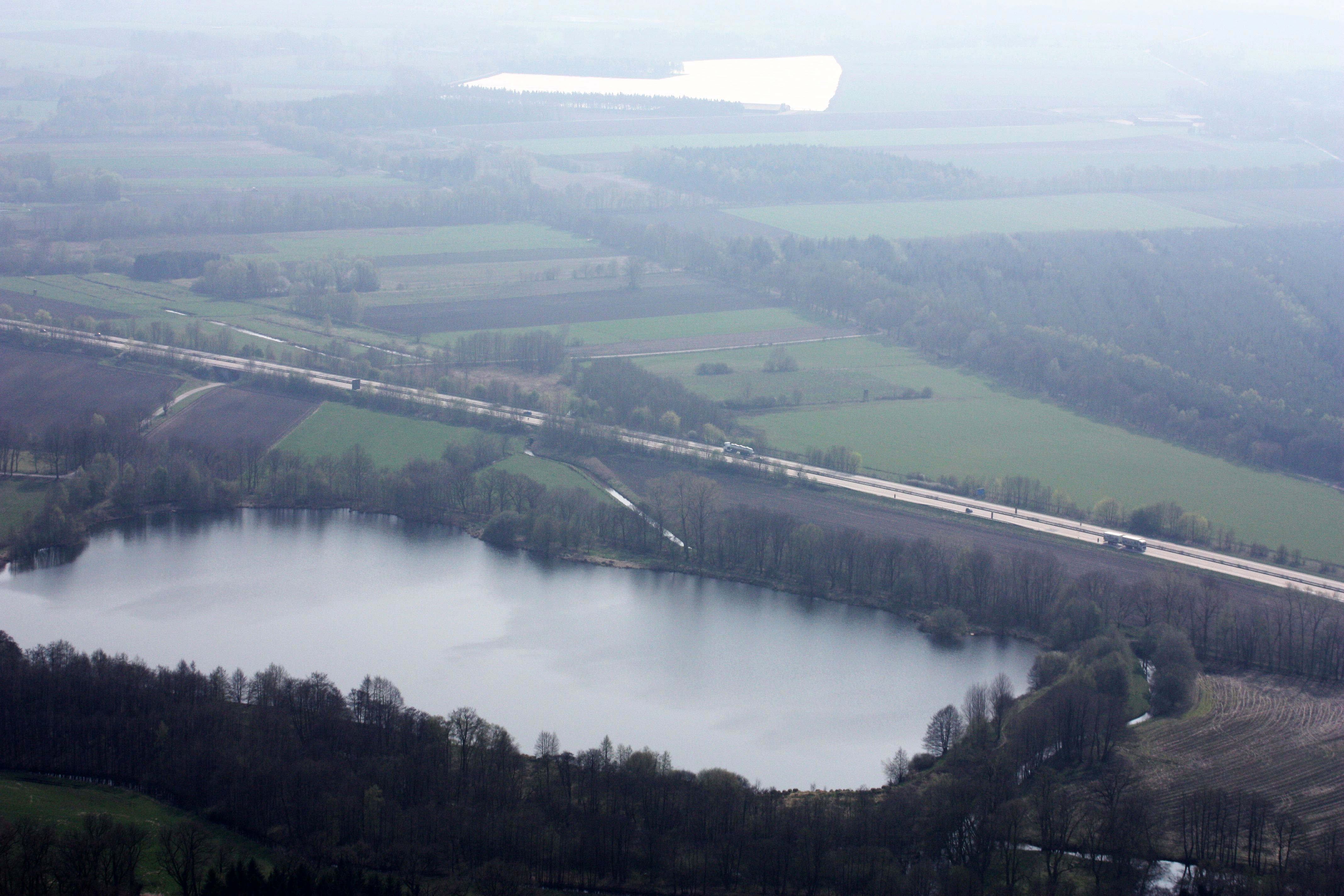
Quellgebiet der Lethe in der Nähe der A 29 mit dem Lethe-Baggersee
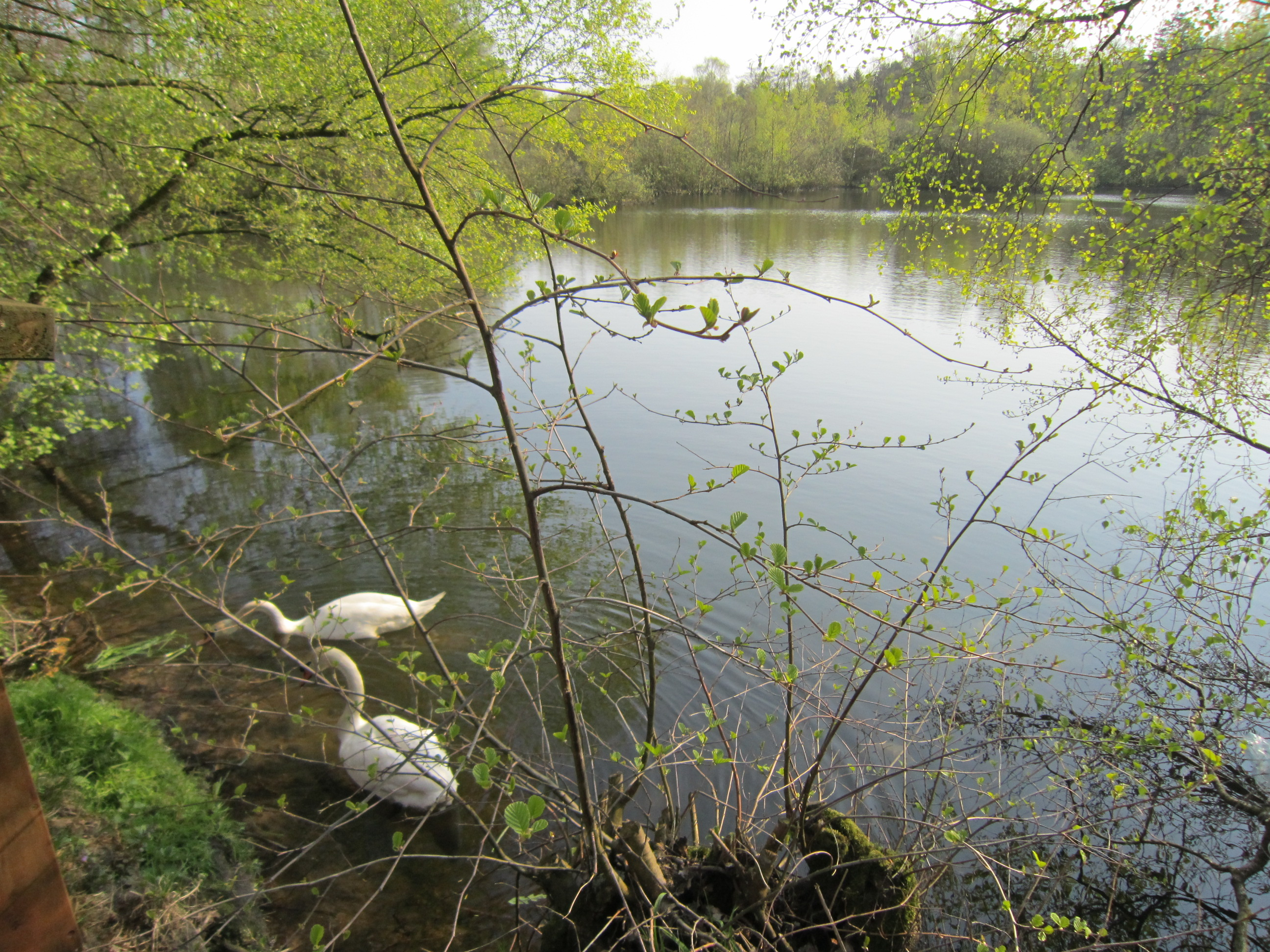
Staustufe der Lethe oberhalb des Dianawegs
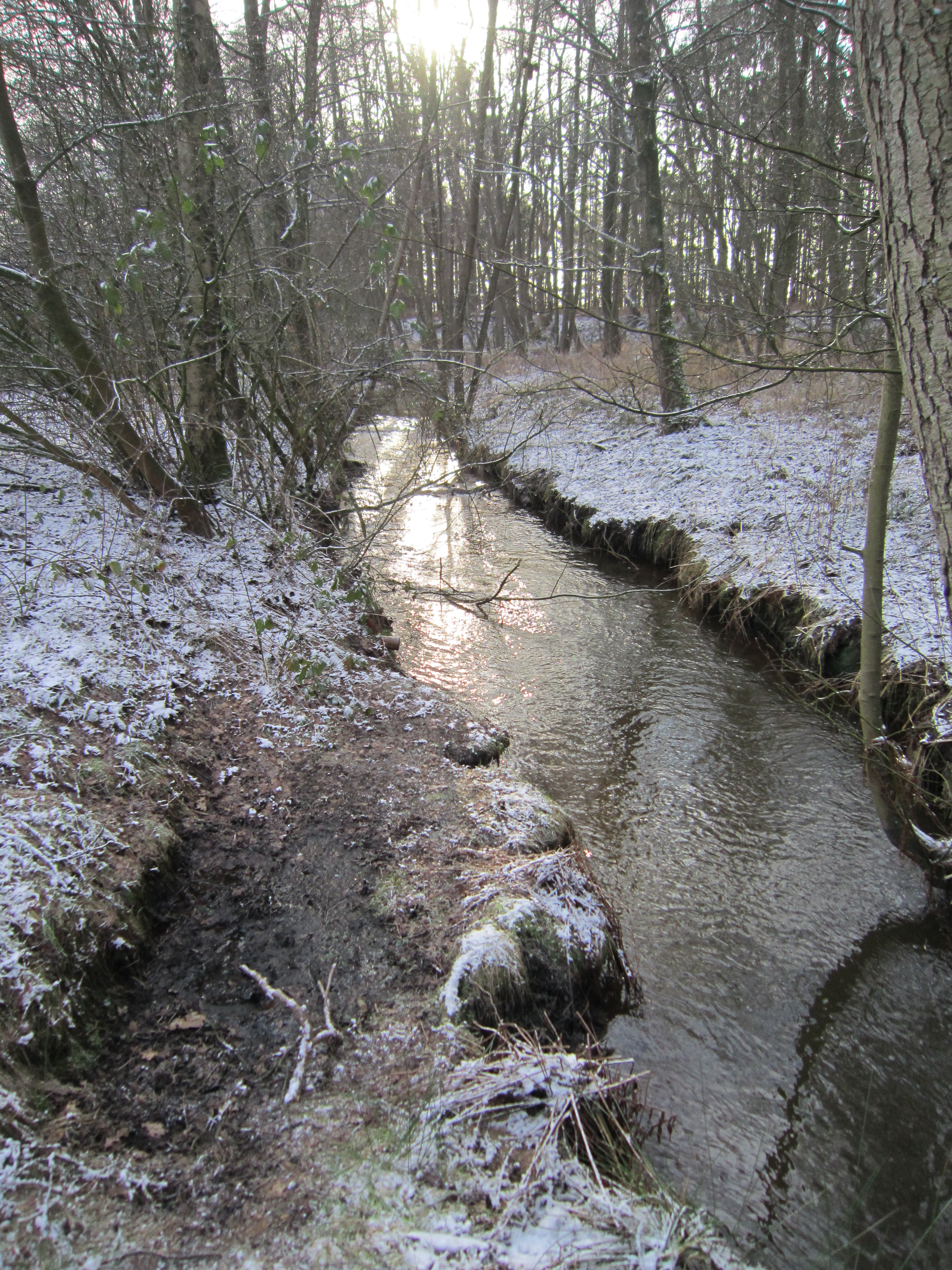
Die Lethe als Landkreisgrenze zwischen Bissel und Beverbruch

## Wasserqualität
Im Rahmen des Projekts „hunte 25“ wurde die Qualität des Wassers der Lethe zwischen dem Gut Lethe und Bissel untersucht. Dabei wurde eine starke Verockerung des Wassers unterhalb der Lethetalsperre festgestellt. Die Studie prognostiziert, dass die Nitratkonzentration aufgrund der Intensivlandwirtschaft im Oberlauf der Lethe die in der heutigen Trinkwasserverordnung festgelegten Grenzwerte deutlich übersteigen werde. Die Autoren empfehlen eine Reduzierung der Stickstoffeinträge im Oberlauf der Lethe.
Im November 2008 stellte die „Biologische Schutzgemeinschaft Hunte Weser-Ems“ den Antrag, den Einzugsbereich der Lethe in ihrem Quellbereich zum Schutz der Ahlhorner Fischteiche unter Naturschutz zu stellen. Der Landkreis Cloppenburg als Untere Naturschutzbehörde lehnte den Antrag ab.

## Historische Bedeutung
Von 1400 bis 1803 bildete der Oberlauf der Lethe die Grenze zwischen dem Niederstift Münster und der Grafschaft bzw. dem Herzogtum Oldenburg. Dort, wo die Flämische Straße den Grenzfluss überquerte, wurde im 15. Jahrhundert die Burg Lethe als Zentrum des gleichnamigen Guts errichtet. Lange Zeit befand sich das Gutshaus am linken Ufer. Es wurde nach 1756 durch einen Neubau rechts der Lethe ersetzt, in dem sich heute das Dienstgebäude der Autobahnpolizei befindet.
Seit der Reformation ist die Lethe in ihrem Oberlauf zugleich eine Konfessionsgrenze: Noch heute sind im Oldenburger Münsterland ca. 80 Prozent der Einwohner katholisch, in den übrigen Teilen des ehemaligen Landes Oldenburg hingegen weniger als 20 Prozent.